# Rennwiese

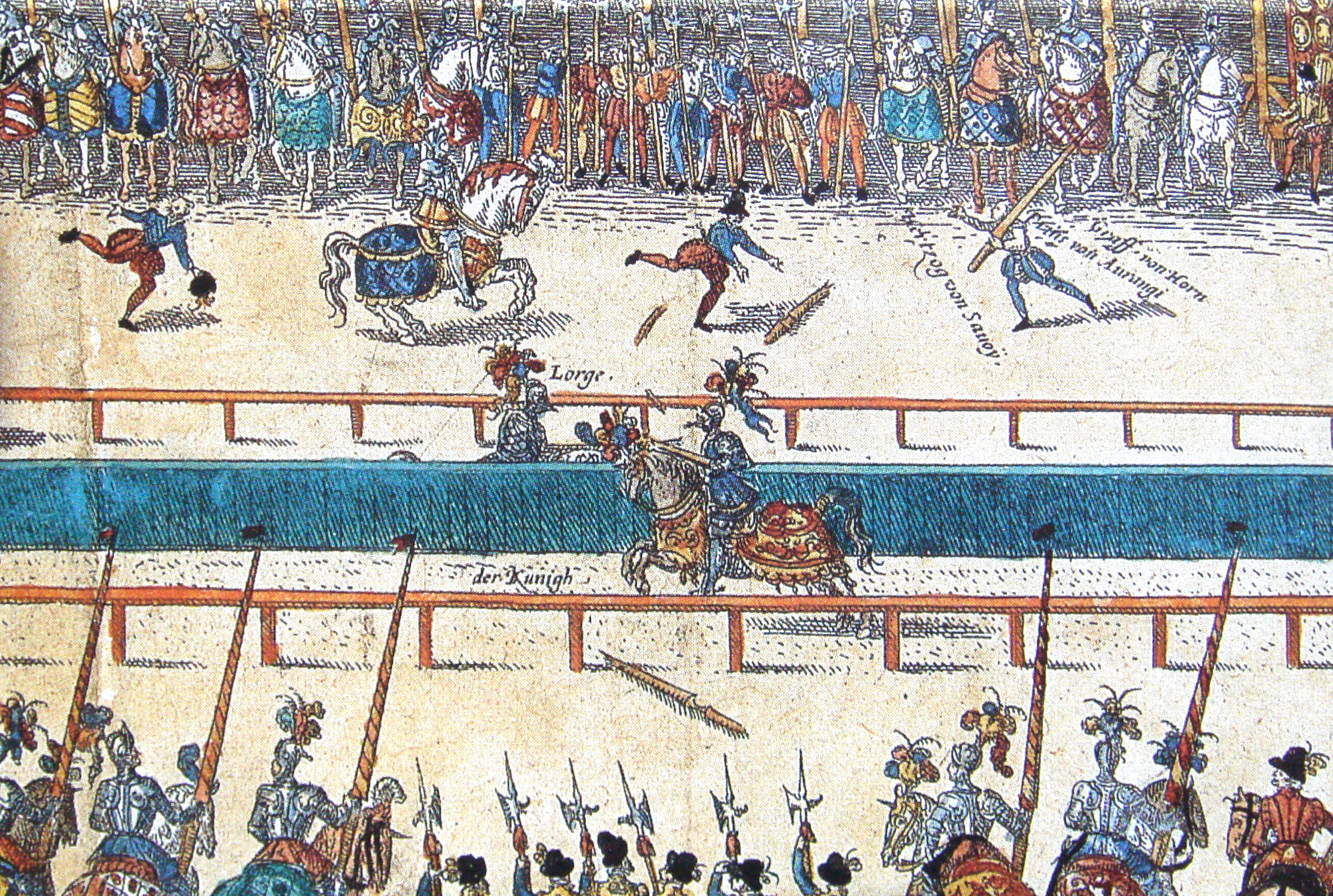
Ritter beim Lanzenstechen auf der Rennwiese

Rennwiese, abgeleitet von [ein Ross] Rennen im Sinne von schnellem Reiten (vgl. Rennweg für militärischen Reitweg, oder Rennfahne für Reiterstandarte), ist eine mittelalterliche Bezeichnung für einen Turnierplatz, die später auch als Synonym für Pferderennbahnen genutzt wurde.

## Funktionswandel
Zur Zeit der Ritterturniere wurden Rennwiesen bei vielen Burgen und Städten angelegt. Nachdem das Lanzenstechen mit dem Rennspieß aus der Mode gekommen war, wurden die Rennwiesen häufig für Pferderennen weiter genutzt. Manche Pferderennbahnen heißen wie die im Magdeburger Stadtteil Herrenkrug oder die beim Landgestüt Zweibrücken heute noch Rennwiese. Mitunter wurden sie wie in Reutlingen oder Oberstimm auch zu Sport- oder Festplätzen umfunktioniert.

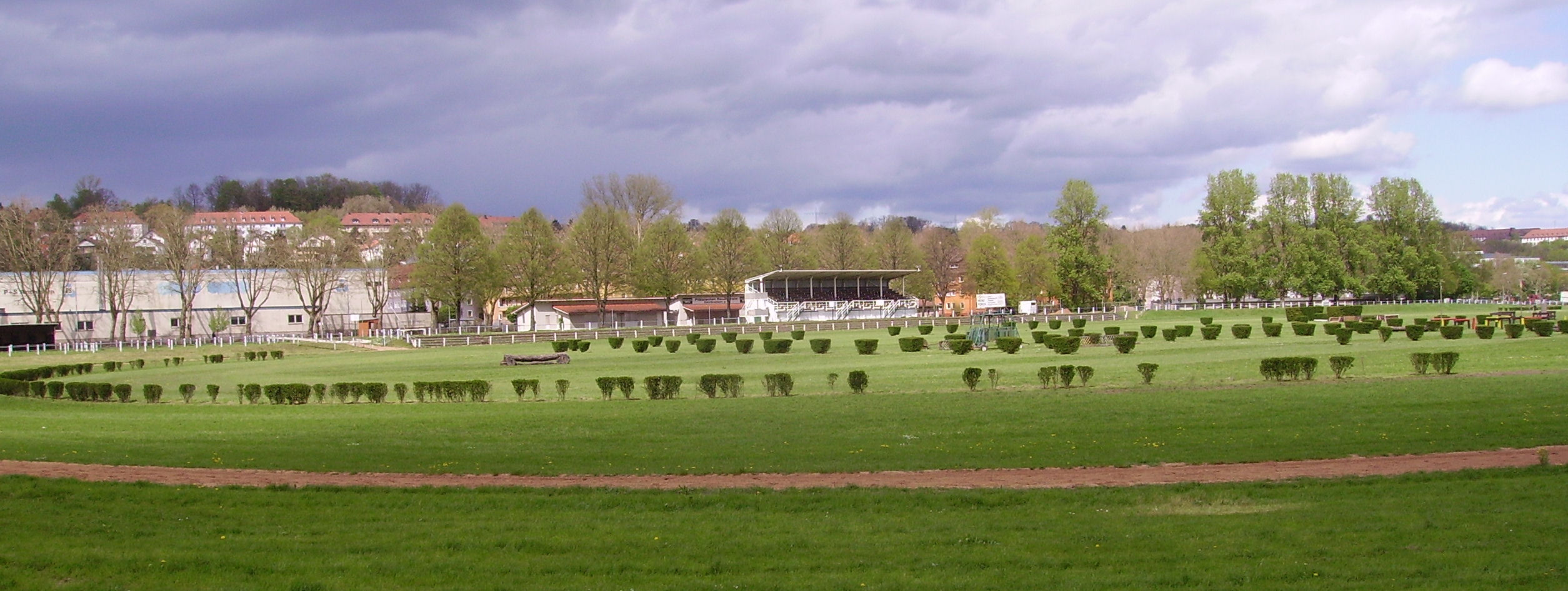
Pferderennbahn auf der Rennwiese in Zweibrücken

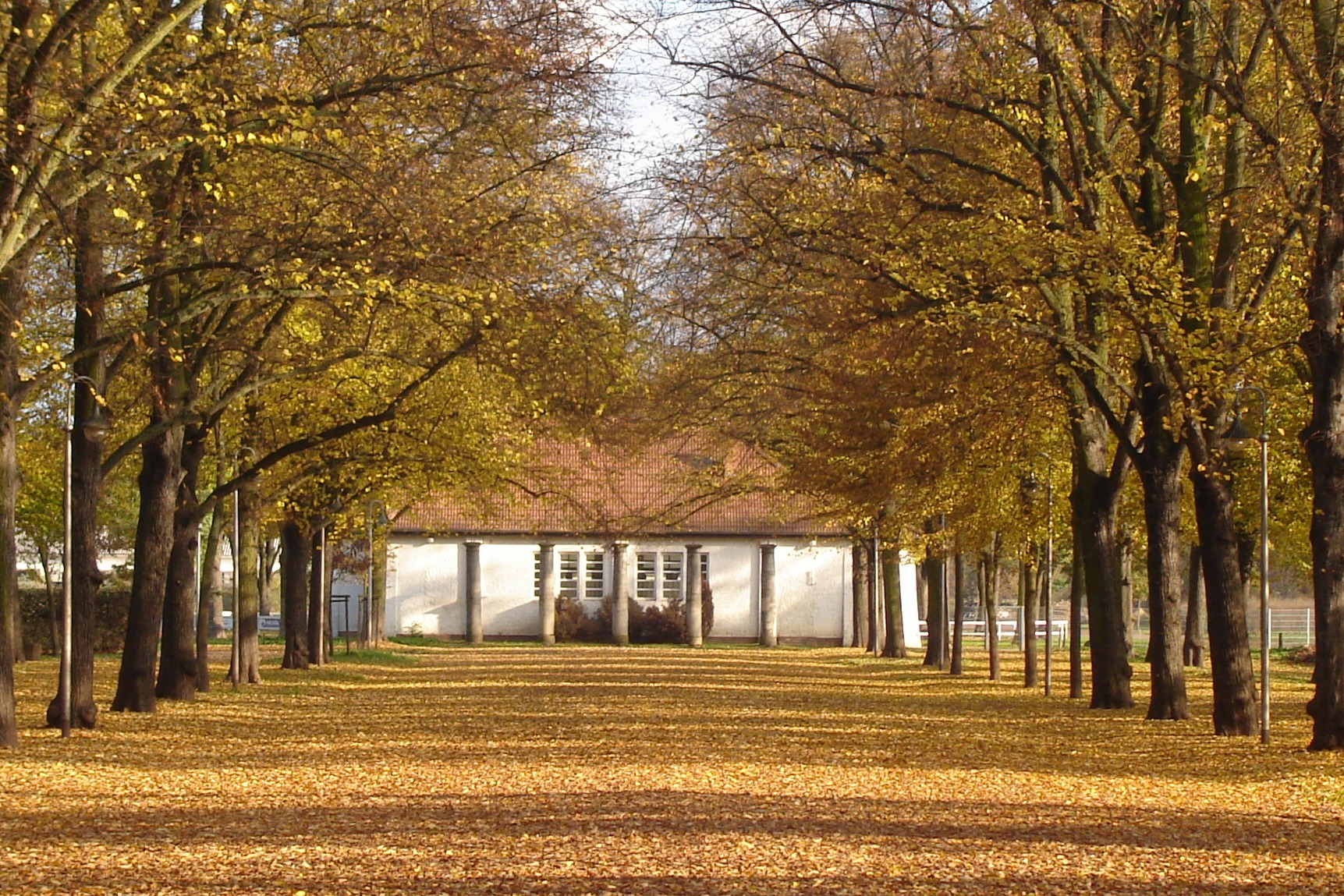
Rennwiese im Magdeburger Stadtteil Herrenkrug

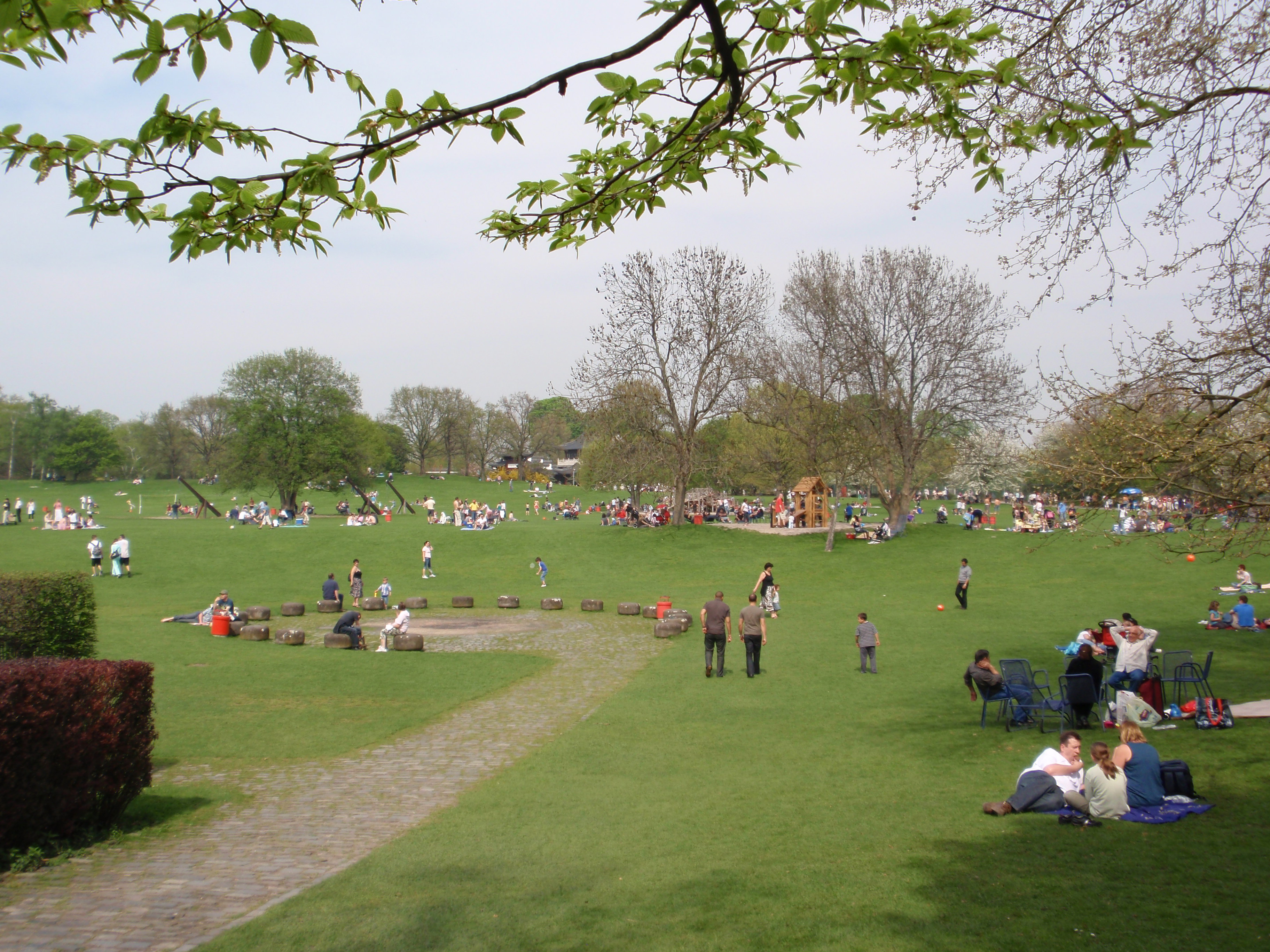
Die Mannheimer Rennwiese wird als Festplatz und Park genutzt

## Namensrelikte
Rennwiesen finden sich noch in einigen Städten, vielerorts erinnern Flur- oder Straßennamen daran:
- Achern, Dettingen an der Erms, Karlsruhe, Löwenstein, Mannheim, Markgröningen oder Reutlingen in Baden-Württemberg,
- Oberstimm in Bayern,
- Kaufungen in Hessen,
- Castrop-Rauxel und Kreuztal in Nordrhein-Westfalen,
- Zweibrücken in Rheinland-Pfalz,
- Lebach im Saarland,
- Magdeburg in Sachsen-Anhalt,
- Neukirch im Thurgau, Schweiz.